# Jules Ramey

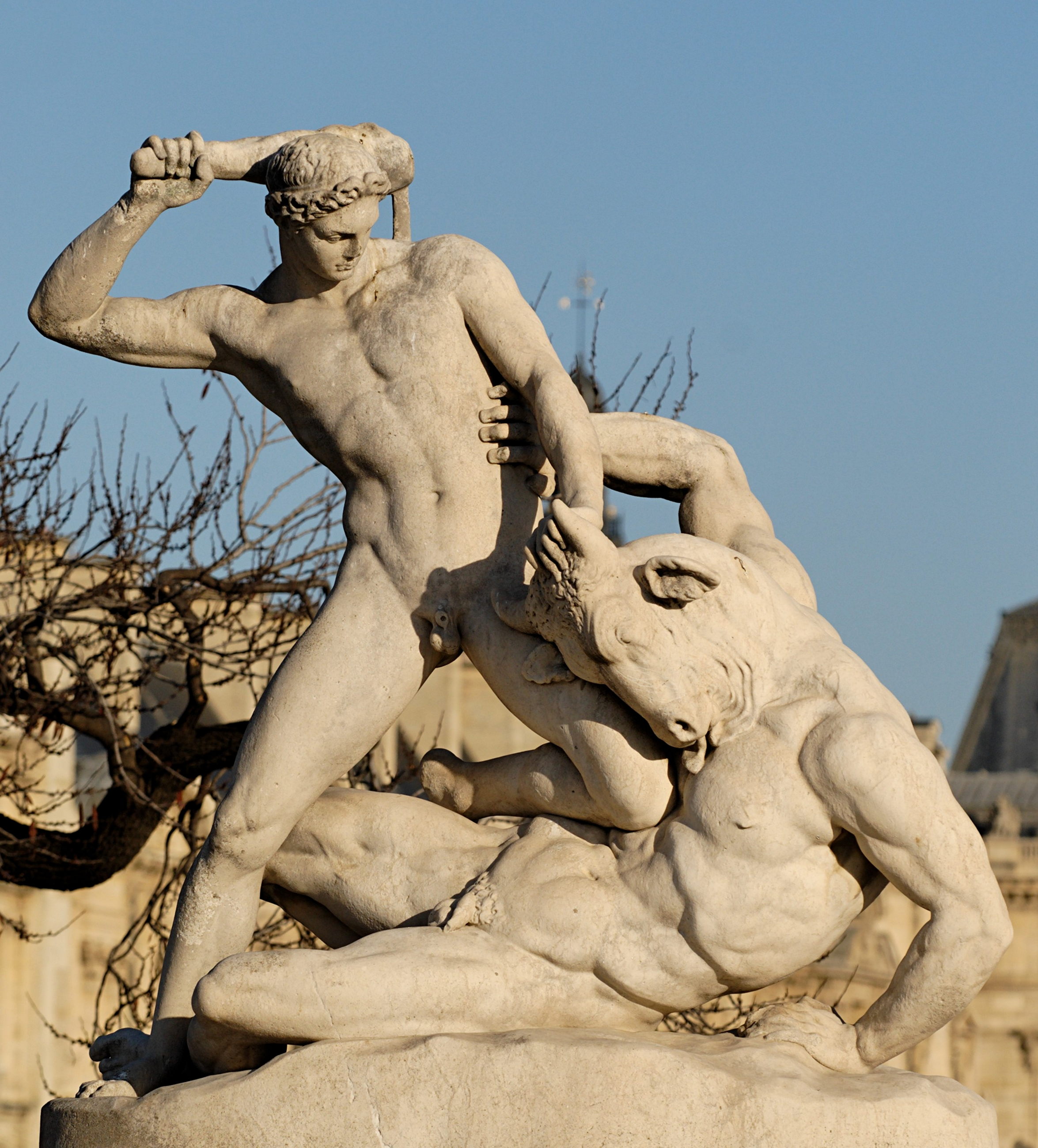
Theseus och Minotaurus av Ramey, i Tuileriesträdgården.

Étienne-Jules Ramey, född den 23 maj 1796 i Paris, död där den 29 oktober 1852, var en fransk bildhuggare. Han var son till Claude Ramey.
Ramey var elev till sin far och vid École des beaux-arts. Han var som skulptör en virtuosmässig tekniker, vilken som sådan fick stort inflytande på en kull yngre franska bildhuggare. Ett av hans mest kända arbeten är gruppen Theseus och Minotaurus i Tuileriesträdgården. Bland andra verk märks: Venus Falconieri (1820, museet i Dijon), basrelieffen Hektor kastar ett stenblock (1816), helgonstatyer för kyrkor i Paris med mera.